# Cornélie Huygens

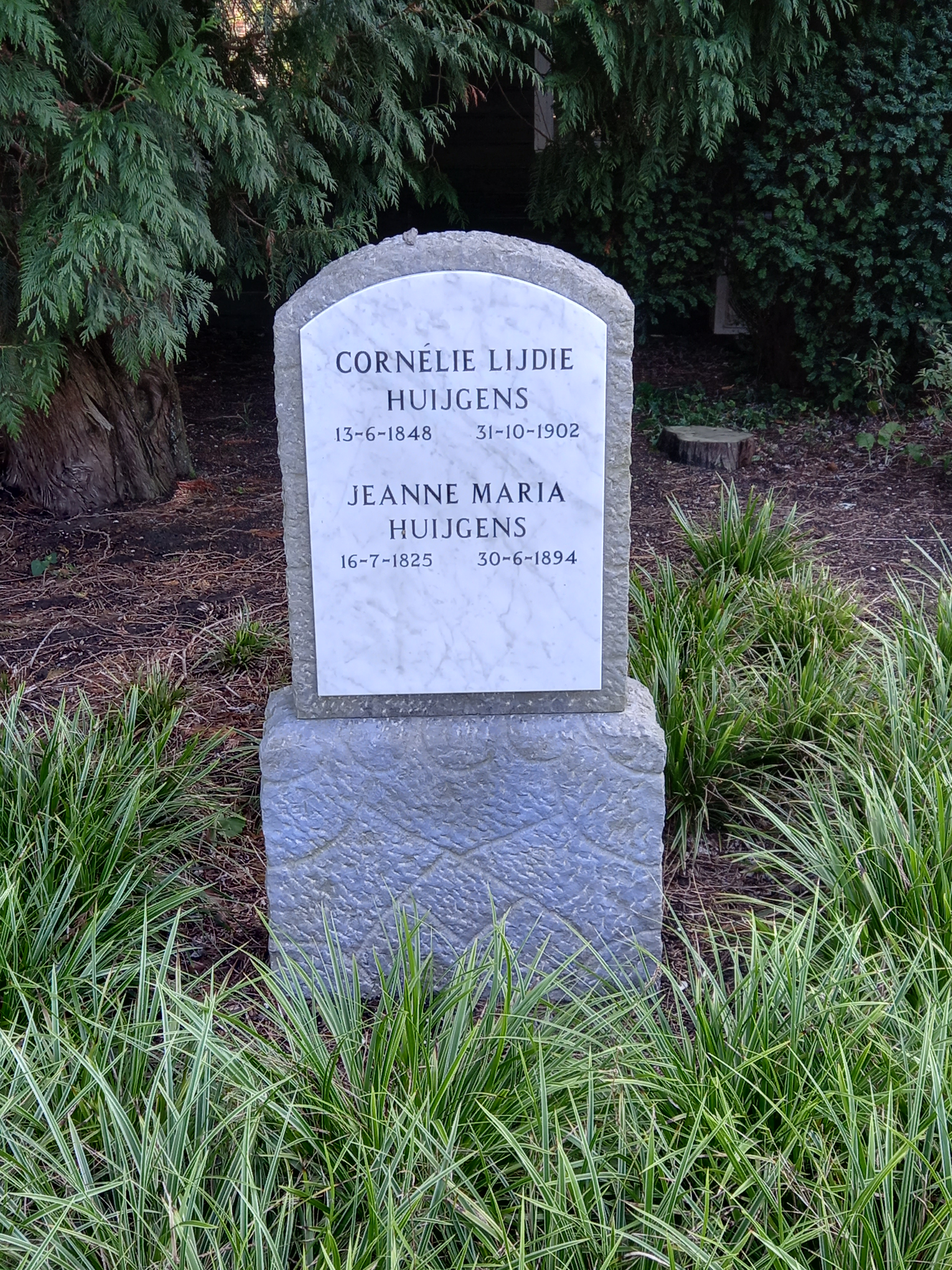
Het graf van Cornélie Huygens op De Nieuwe Ooster

Cornélie Lydie Huygens (Haarlemmerliede, 13 juni 1848 – Amsterdam, 31 oktober 1902) was een Nederlands schrijfster, sociaaldemocraat en feministe.

## Biografie
Cornélie Huygens was de dochter van Gerard William Otto Huygens en Cornelia Adelaide Henriette Elias (1824-1848). Nadat haar moeder vier weken na de geboorte van Cornélie overleed verhuisde ze in 1851 met haar vader naar Leiden. In 1902 huwde ze de Duitse zakenman Ignatius Bernardus Maria Bahlmann (1852-1934). Cornélie werd opgevoed door haar tante Jeanne Marie Huygens, een vriendin van de feministe Mina Kruseman. 
Ondanks haar principiële verzet tegen de instelling van het huwelijk, trouwde ze op 2 oktober 1902, op 54-jarige leeftijd, met de in Amsterdam geboren Duitse zakenman Ignazius Bahlmann, die haar roman Barthold Meryan in het Duits had vertaald. Blijkbaar zeer ongelukkig in haar huwelijk, verdronk ze zich binnen een maand na deze bruiloft in een vijver in het Vondelpark.

## Werk
Cornélie Huygens werd vroeg bekend om haar feministische artikelen. In 1877 verscheen haar eerste roman onder de titel Hélène van Bentinck. In 1892 hoorde ze met onder anderen Jeltje de Bosch Kemper, Hélène Mercier en M. Muysken tot een damescomité in Amsterdam dat de vooruitstrevende handels- en kantoorbediendenbond Vooruit steunde in het streven naar een vervroegde winkelsluiting om negen uur 's avonds. In 1896 sloot ze zich aan de nieuw opgerichte partij Sociaal-Democratische Arbeiderspartij (SDAP), als eerste vrouwelijke lid en de eerste vrouw in Nederland die lid was van een politieke partij. Ze werd bekend als de "Rode freule". 
In 1897 verscheen haar sleutelroman Barthold Meryan, waarvan binnen enkele jaren drie drukken verschenen. Naast propagandiste van de SDAP had zij ook bemoeienis met de Nationale Tentoonstelling van Vrouwenarbeid (VNTV) die in 1898 in Den Haag werd gehouden. Bovendien hoorde ze tot de organisatoren van het Dienstbodencongres. Cornélie Huygens was een bekende en actieve socialistische ideoloog en deelnemer in het politieke debat, en door haar werk voor vrouwenkiesrecht. Ze maakte de strijd voor de rechten van vrouwen, die in Nederland meer een aangelegenheid was van vrouwen uit de hogere klasse, tot onderdeel van de socialistische beweging voor de rechten van de werknemer.

## Bibliografie

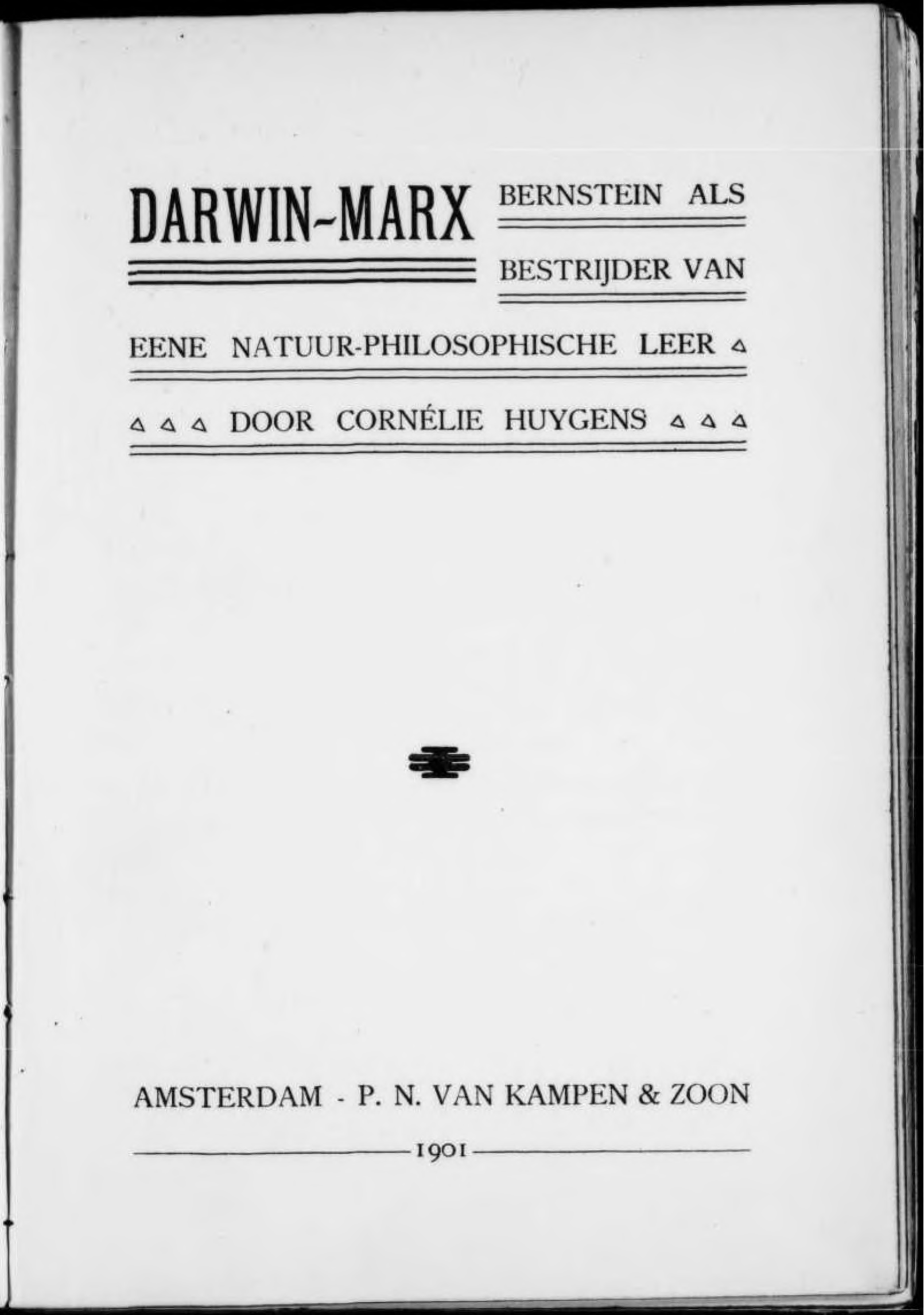
Titelpagina van Darwin-Marx. Bernstein als bestrijder van eene natuur-philosophische leer, 1901